# Araceli Corbo García
Araceli Corbo García (Salamanca, 6 de juny de 1973 - 24 de juny de 2019), va ser una gestora cultural i bibliotecària espanyola, responsable de Biblioteca-Centro de Documentació del Museu d'Art Contemporani de Castella i Lleó (MUSAC) des de l'any 2013.

## Trajectòria professional
Araceli Corbo va estudiar a la Universitat de Salamanca la llicenciatura en Documentació l'any 1998. Es va diplomar en Biblioteconomia, especialitzant-se en informació i atenció al ciutadà. També va obtenir un Diploma d'Estudis Avançats (DEA) en el doctorat de “Estudis interdisciplinaris de gènere” i Grau de Salamanca.
També va estudiar un màster en Edició de la Universitat de Salamanca i Edicions Santillana, i va completar cursos d'expert en Community Manager i Màrqueting en línia, a més d'altres cursos d'art contemporani i formació especialitzada en Documentació.
L'any 2004 es va incorporar a la plantilla del Museu lleonès, dependent de la Fundación Siglo para las Artes de Castella i Lleó i al seu torn de la Junta de Castella i Lleó.
Entre 2008 i 2011 va treballar com a professora associada de la Universitat de León a l'Àrea de Biblioteconomia i Documentació, i va ser la persona responsable del Centre de Documentació-Biblioteca del CASA (Centre d'Art de Salamanca) fins a 2003.
A Salamanca, va exercir la seva tasca a la Fundació Germán Sánchez Ruipérez, així com al departament de Cultura de la Diputació de Salamanca i al Centre de Documentació-Biblioteca del Centre d'Art de Salamanca.
Va ser assessora del projecte: “Territorio Archivo” de la Fundación Cerezales Antonino y Cinia; coordinadora del Archivo Documental de Artistas de Castilla y León (ADACYL); i comissària de “El mundo de hoy en 20 libros de fotografía”, “La imagen editada”, “Campo de Agramante” i “Todo en parte. Publicaciones de artistas en las colecciones del MACBA” a l'espai Vitrinas del MUSAC.
L'any 2013 va dirigir el Festival Miradas de Mujeres en la comunitat autònoma de Castella i Lleó, organitzat per MAV, Dones en les Arts Visuals, i va comissariar diverses exposicions sobre la temàtica de gènere, com la de Marina Nuñez titulada Endimoniadas; així com tres exposicions col·lectives (“La casa que habito”, “Desde la mimesis a la ficción y viceversa” i “Universos identificados”, a la Galeria Adora Calvo); i una individual (“El cuerpo expuesto”, de l'artista Miriam Vega al Centre Lleonès de Cultura).
A més, gràcies de la seva formació, va poder impartir nombrosos cursos, conferències i comunicacions sobre la relació dels museus i les noves tecnologies a Espanya i Llatinoamèrica.
La seva àmplia experiència la va convertir en una experta en gestió documental de museus i noves tecnologies, les quals defensava com feia amb el feminisme, del que era una ferma activista. La seva tesi doctoral va versar sobre "Instituciones Oficiales y Documentación sobre relaciones de Género e Igualdad de Oportunidades en España (1975-2000)". També entre les seves múltiples recerques destaquen "Mujeres y Nuevas Tecnologías en España", "Recursos eclectrónicos sobre relaciones de género en Europa", o "Centros de Información y Documentación Oficiales para la Mujer en España".